# Ardisia dom
Pour les articles homonymes, voir Dom.
Espèce
Ardisia dom Cheek est une espèce de plantes à fleurs de la famille des Primulaceae et du genre Ardisia, endémique du Cameroun.

## Étymologie
Son épithète spécifique dom fait référence au village de Dom, dans la région du Nord-Ouest, où les premiers spécimens ont été découverts. Cependant, Martin Cheek, auteur de l'étude, précise que c'est également le prénom de son fils.

## Description
C'est un arbuste d'une hauteur de 1,5 à 2 m. 

## Distribution
Deux individus seulement ont été observés sur deux sites différents dans les forêts de Dom.

## Habitat
C'est celui des sous-bois de la forêt submontagnarde, à une altitude comprise entre 1 600 et 1 830 m.

## Écologie
L'espèce est tellement rare que même une activité humaine très faible peut la mettre en péril. Elle est donc considérée comme en danger critique d'extinction (CR), selon l'évaluation de l'UICN.